# Archibald Read Richardson
Pour les articles homonymes, voir Richardson.
Archibald Read Richardson, né le 21 août 1881 à Londres et décédé le 4 novembre 1954 au Cap, en Afrique du Sud, est un mathématicien britannique connu pour ses travaux en algèbre. 

## Biographie
Militaire pendant la Première Guerre mondiale, il est blessé en 1918 et opéré par Ferdinand Sauerbruch mais reste invalide. Il est nommé professeur à l'université de Swansea en 1920. En 1940, sa santé l'oblige à prendre sa retraite, et il se retire au Cap où il continue être actif en recherche. 
À Swansea, il crée une école florissante d'algèbre, avec notamment R. Wilson et Dudley E. Littlewood. Richardson contribue avec des résultats en théorie des nombres et en algèbre non commutative. Il a collaboré pendant longtemps avec Dudley E. Littlewood sur la théorie des invariants et la théorie des représentations de groupes. Ils introduisent la notion d'immanant d'une matrice, une généralisation du déterminant et du permanent, ils étudient les polynômes de Schur et développent la règle de Littlewood-Richardson pour leur multiplication dans un célèbre article intitulé Group Characters and Algebra.
Richardson est élu Fellow de la Royal Society le 21 mars 1946.